# Équipe de Belgique de football en 2025
Maillots
Chronologie
Saison précédente Saison suivante
L'équipe de Belgique de football dispute en 2025 les barrages de promotion/relégation de la Ligue des nations ainsi que les éliminatoires pour la Coupe du monde 2026.

## Objectifs
Le premier objectif de l'année est de remporter les barrages de promotion/relégation de la Ligue des nations face à l'Ukraine afin de se maintenir en Ligue A. Ensuite, grâce à un tirage particulièrement clément, les Belges se doivent de se qualifier pour leur quatrième Coupe du monde consécutive.

## Résumé de la saison
Le 17 janvier, la fédération belge annonce le licenciement de Domenico Tedesco au poste de sélectionneur national, ce qui devenait depuis plusieurs semaines une tendance qui semblait se dessiner de manière inexorable. Selon l'ancien Diable Rouge Philippe Albert, le départ de l'italo-allemand était inévitable, la faute notamment à des résultats calamiteux en 2024 auxquels la presse ajoute quatre autres raisons potentielles : des choix tactiques et des essais parfois surprenants, malgré les réticences de certains cadres ; des sélections devenues illisibles et parfois contradictoires, appelant certains profils, dans le cadre de la refonte du noyau et de la chance donnée aux jeunes, ignorant d'autres pourtant assez évidents aux yeux du public ; la fracture avec les supporters qui trouve son paroxysme au mois d'octobre, au soir de la défaite contre l'équipe de France en Ligue des nations, lorsque des « Tedesco, démission ! » résonnent en tribune au stade Roi Baudouin ; ainsi que l'arrivée de Vincent Mannaert au poste de directeur technique, qui jouit d'une excellente réputation, principalement acquise lors de sa période au Club Bruges KV perçue comme un grande réussite, et qui est vu comme un homme fort, un décideur, mettant ainsi fin à une longue période de trouble et d'instabilité à la tête de la fédération.
L'Union belge annonce par le biais d'un communiqué, le 22 janvier, que la rencontre retour des barrages de promotion/relégation de la Ligue des nations face à l'Ukraine se jouera à Genk, à la Cegeka Arena. Ce choix s'inscrit dans le cadre d'une campagne « Tour de Belgique » imaginée par l'URBSFA : « Dans leur quête de maintien en Ligue A, de qualification pour la Coupe du Monde 2026 et de reconquête des cœurs des supporters de football belges, les Diables disputeront leurs matches dans différents stades », explique la fédération belge dans ce même communiqué. Un message qui cache probablement une raison beaucoup plus pragmatique car la pelouse du stade Roi Baudouin est à ce moment de l'année dans un état déplorable, qui ne risque pas de s'améliorer car l'Union Saint-Gilloise, qui y joue ses matchs européens, s'est qualifiée pour minimum deux rencontres supplémentaires. La rencontre initiale des éliminatoires pour la Coupe du monde 2026 contre le pays de Galles du 9 juin aura quant à elle bien lieu dans l'antre habituelle des Diables, les stades désignés pour les autres rencontres à domicile seront eux annoncés ultérieurement. Plus tard, dans la même journée, l'agence Belga diffuse l'information que le match aller de ces mêmes barrages se déroulera à Murcie, en Espagne.

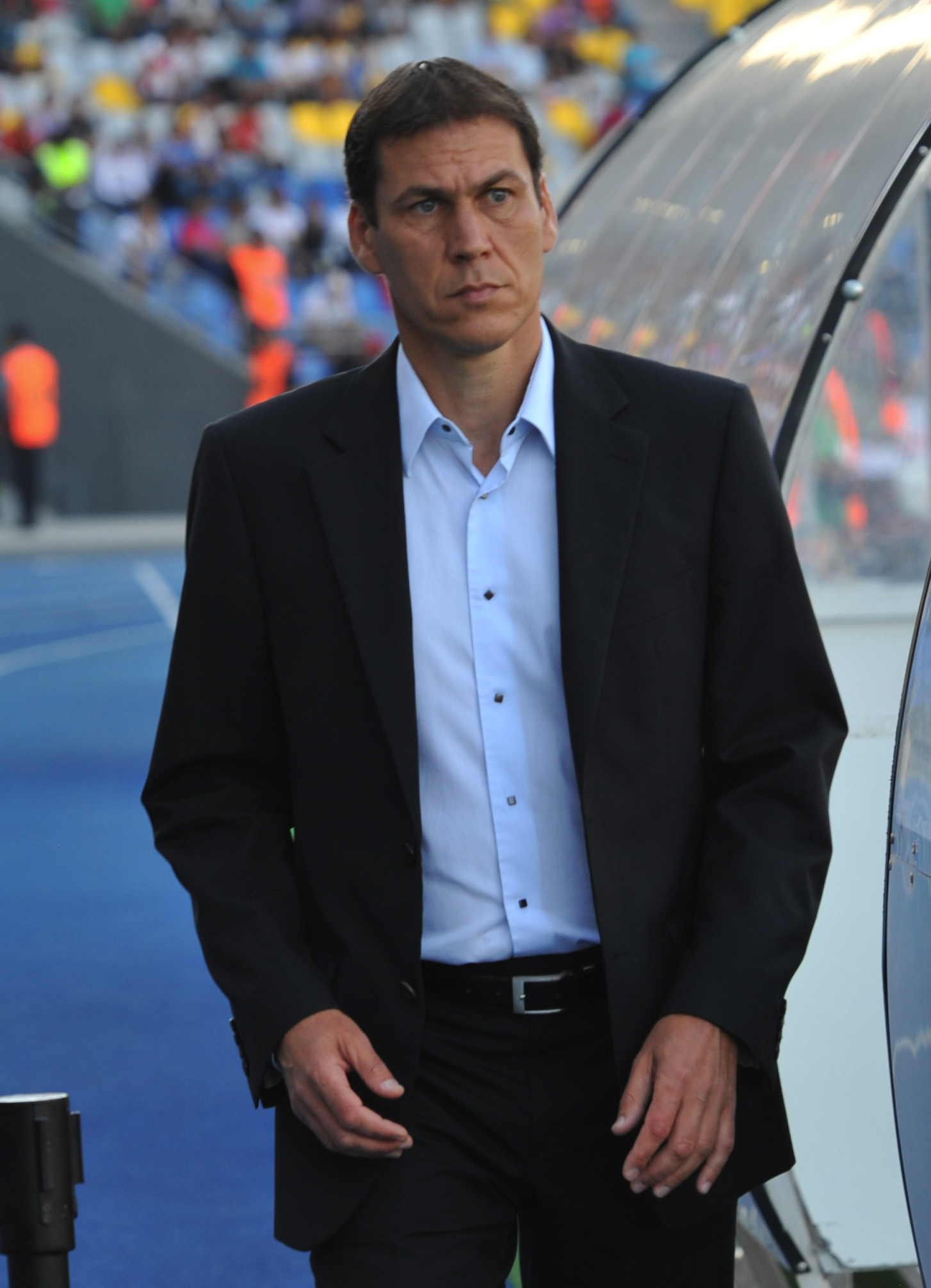
Rudi Garcia est nommé comme sélectionneur le 24 1 2025-.

Le 24 janvier, le nouveau sélectionneur de l'équipe belge est annoncé et présenté officiellement lors d'une conférence de presse, il s'agit de Rudi Garcia, auteur notamment d'un doublé « Coupe de France - Championnat de France » en 2011 avec le Lille OSC, lançant par la même occasion la carrière d'Eden Hazard, mais qui n'a encore jamais pris la tête d'une sélection, et dont le plus grand défi sera sans aucun doute d'unir à nouveau l'équipe et de redonner l'envie et le plaisir du maillot aux joueurs. Le Français se montre d'emblée amibitieux avec pour objectifs de se maintenir en Ligue A de la Ligue des nations et de se qualifier pour la Coupe du monde 2026, en comptant notamment sur l'adhérence des cadres que sont Kevin De Bruyne et Romelu Lukaku à son projet, ainsi que sur le retour de Thibaut Courtois.
La période de Carnaval est le théâtre d'une nouvelle polémique qui éclate autour des joueurs binationaux lorsque, coup sur coup, Konstantínos Karétsas, Chemsdine Talbi et Ilay Camara, choisissent respectivement de représenter la Grèce, le Maroc et le Sénégal après avoir évolué dans les catégories de jeunes de la Belgique,,. Ces trois changements d'allégeance s'ajoutent à ceux déjà actés lors des années précédentes de Bilal El Khannouss et Zakaria El Ouahdi, qui font à présent les beaux jours du Maroc ; de Noah Sadiki et Ngal'ayel Mukau, tous deux alignés aujourd'hui par la république démocratique du Congo ; de Noah Fadiga, qui a opté pour le Sénégal, ou encore de Matias Fernandez-Pardo, qui rève de la Roja,. La perte de deux futurs grands talents évidents, selon les observateurs, que représentent Karétsas et Talbi, tous deux nés en Belgique, fait réagir Vincent Mannaert qui annonce que « Désormais, nous avançons avec ceux qui choisissent pleinement la Belgique. Plus avec ceux qui hésitent encore. » et licencie Kevin Vermeulen qui, en tant que responsable des talents à la fédération, est chargé des dossiers des jeunes joueurs possédant la double nationalité. Selon Mohamed Ouahbi (nl), actuel sélectionneur des moins de 20 ans du Maroc, lui-même binational et ancien entraîneur chez les jeunes du RSC Anderlecht, la Belgique aurait beaucoup à apprendre de l'approche de la fédération marocaine qui a entrepris depuis quelques années un travail en profondeur menant, entre autres grâce à l'apport de plusieurs binationaux, au parcours exceptionnel et à la quatrième place décrochée lors de la Coupe du monde 2022, confirmé par la médaille de bronze récoltée par les espoirs marocains lors des Jeux olympiques de Paris. Confrontée à un nombre important de jeunes espoirs en mesure d'effectuer un choix entre plusieurs sélections nationales, dont notamment Jorthy Mokio et Rayane Bounida (nl), qui ont récemment fait leurs premiers pas avec l'équipe première de l'Ajax Amsterdam, ou Stanis Idumbo, l'ailier supersonique et polyvalent du Sevilla FC, il semble évident que la fédération belge aura fort à faire à l'avenir pour parvenir à convaincre une série de joueurs multinationaux, tiraillés entre des considérations tant personnelles que professionnelles, d'évoluer pour les Diables Rouges.

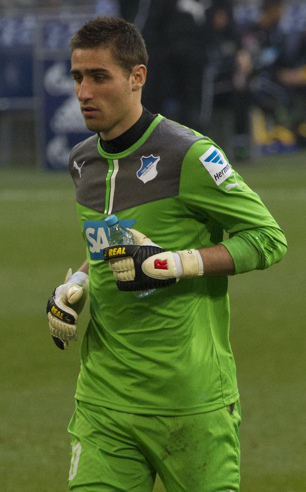
Vexé par le retour de Thibaut Courtois, Koen Casteels annonce sa retraite internationale le 9 3 2025-.

Vexé par le rappel très probable de Thibaut Courtois, qui figure déjà dans la préselection du nouveau sélectionneur, Rudi Garcia, qui n'a pas caché sa volonté d'en refaire son gardien titulaire, Koen Casteels annonce le 9 mars qu'il renonce désormais à l'équipe nationale.
Rudi Garcia dévoile sa première sélection le 14 mars, en vue des barrages de promotion-relégation de la Ligue des nations face à l'Ukraine et, si sa préselection ratissait large, comptant entre 50 et 55 joueurs en incluant certains anciens joueurs de la « génération dorée » tels Dries Mertens, Axel Witsel ou Christian Benteke, ils sont toutefois absents de sa liste finale de 26 joueurs qui comprend néanmoins quatre novices : Senne Lammens, titulaire à l'Antwerp depuis le départ de Jean Butez; Bryan Heynen, que d'aucuns estiment qu'il aurait déjà dû être appelé de longue date ; Jorthy Mokio, la pépite de l'Ajax que la Belgique désire visiblement sécuriser ; ainsi que Nicolas Raskin, auteur d'une excellente saison chez les Glasgow Rangers. Outre ces quatre nouveaux appelés, Brandon Mechele et Hans Vanaken font leur retour après une longue absence mais, en dehors de ces six heureux élus, la liste du sélectionneur français n'offre pas réellement de grandes surprises, compte tenu des blessés comme Amadou Onana et Orel Mangala, même si en sont écartés notamment Johan Bakayoko, en indélicatesse du côté du PSV Eindhoven ; Arthur Vermeeren, toutefois repris chez les espoirs ; et Axel Witsel, déjà absent du groupe depuis l'Euro 2024 ; et est considérée de manière générale comme logique et équilibrée par plusieurs spécialistes, dont l'ancien joueur de l'Excelsior Mouscron, Alex Teklak. Lors du rassemblement, Malick Fofana et Arthur Theate se révèlent très incertains à la suite de blessures et, dès lors, Ameen Al-Dakhil et Michy Batshuayi sont appelés en renfort pour les suppléer. Le forfait des deux premiers cités pour les deux rencontres est entériné le jour du départ des Diables pour l'Espagne. Visiblement pas encore convaincu de l'identité définitive de son capitaine, au vu des différents leaders potentiels au sein du groupe, Rudi Garcia décide, lors des deux rencontres face à l'Ukraine, d'opter pour Romelu Lukaku à l'occasion du match aller et pour Kevin De Bruyne lors du match retour.
La première rencontre de Rudi Garcia à la tête de l'équipe belge est un fiasco, les Diables Rouges s'inclinent trois buts à un face à l'Ukraine. Malgré l'ouverture du score par l'inévitable Romelu Lukaku, les Belges s'effondrent en seconde mi-temps en concédant trois buts en un quart d'heure. S'appuyant sur une charnière défensive inédite et inexpérimentée en sélection, composée de Koni De Winter et Brandon Mechele qui totalisent ensemble quatre capes, protégée au poste de milieu défensif par Zeno Debast, qui occupe dorénavant ce poste au Sporting Clube de Portugal mais manque visiblement d'expérience dans ce rôle, le tacticien français est immédiatement confronté à l'énorme chantier que représente le secteur défensif,. Big Rom, quant à lui, résume la faillite collective par le trop peu de duels gagnés et un mental défaillant, qui n'est pas sans lui rappeler les débuts de sa génération dans les années 2010. Seules lueurs dans la grisaille, les montées au jeu de Nicolas Raskin et de Jorthy Mokio qui ouvrent tous deux leur compteur de sélections, le dernier en profitant au passage pour marquer l'histoire en devenant le cinquième plus jeune Diable Rouge derrière, notamment, son capitaine du soir.

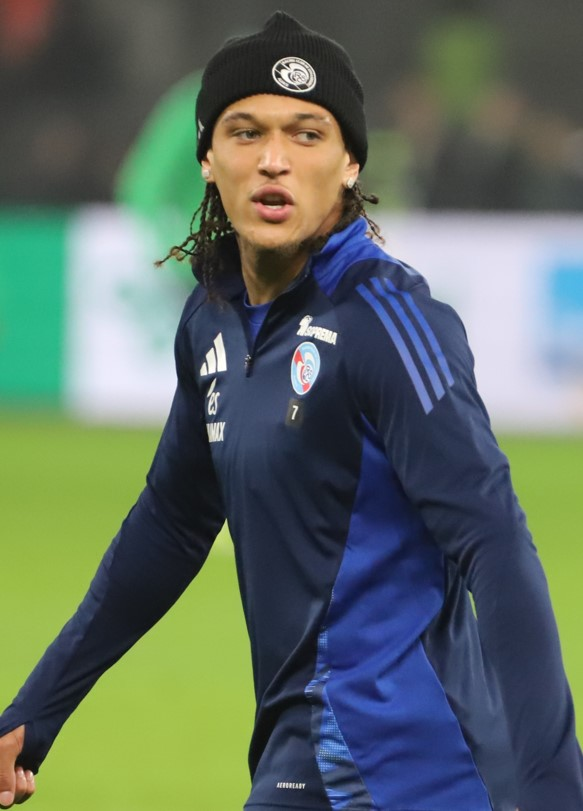
La FIFA accepte le changement de nationalité sportive de Diego Moreira, du Portugal vers la Belgique, et il est appelé pour la première fois le 20 5 2025-.

Lors du match retour, le tacticien français opère pas moins de six changements : Wout Faes fait son retour en défense centrale en lieu et place de Koni De Winter, aux côtés de Zeno Debast repositionné dans un rôle qui lui est plus familer en suppléant ainsi Brandon Mechele, Timothy Castagne revient de suspension et remplace Maxim De Cuyper sur le flanc gauche, Nicolas Raskin est titularisé au poste de milieu défensif, tout comme Hans Vanaken plus haut sur l'échiquier, Jérémy Doku retrouve sa place sur l'aile gauche et Leandro Trossard passe à droite pour remplacer Charles De Ketelaere. Thibaut Courtois, quant à lui, jette l'éponge lors de l'échauffement en raison d'une surcharge musculaire au profit de Matz Sels. La première mi-temps est largement dominée par les Belges, néanmoins ceux-ci pèchent au niveau de l'efficacité, ne cadrant qu'une seule frappe et le repos est atteint sur un score vierge. Les débats reprennent en seconde période sur le même schéma, les Diables Rouges campent dans la partie ukrainienne et parviennent enfin à ouvrir la marque à la 70e minute par Maxim De Cuyper, monté au jeu quelques minutes auparavant. Un nouveau doublé de Romelu Lukaku, grâce à une reprise acrobatique du pied gauche et, lancé en profondeur par une passe décisive de Hans Vanaken, d'un tir au ras du poteau du pied droit, entérine le succès de l'équipe belge qui assure ainsi son maintien en Ligue A de la Ligue des nations. Si Hans Vanaken et Jérémy Doku sont tous deux à créditer d'une excellente prestation, le joueur qui marque des points aux yeux du sélectionneur lors de cette rencontre est sans conteste Nicolas Raskin, qui fête sa première titularisation, et à qui le public réserve une ovation lors de son remplacement.
La sélection pour les deux premières rencontres des éliminatoires pour la Coupe du monde 2026 est dévoilée le 20 mai. Rudi Garcia appelle 26 joueurs, pour la plupart déjà présents face à l'Ukraine en mars, avec toutefois quelques modifications, dont Amadou Onana et Arthur Theate qui font leur retour au détriment de Bryan Heynen et de Timothy Castagne, opéré de la cheville. Ameen Al-Dakhil, blessé, et Michy Batshuayi sont également absents de la liste qui voit le retour de Malick Fofana et accueille un nouveau venu : Diego Moreira, un joueur belgo-portugais qui joue au RC Strasbourg et qui a finalement choisi de défendre les couleurs de la Belgique après avoir évolué avec les équipes d'âge lusitaniennes. Souffrant d'une blessure au dos, Thibaut Courtois déclare forfait le 1er juin pour le diptyque de rencontres de qualification et Nordin Jackers est appelé à sa place pour compléter le groupe des gardiens.
La Belgique démarre mal sa campagne de qualifications sur la pelouse de la Macédoine du Nord, invaincue depuis huit rencontres à domicile et qui force les Belges au partage (1-1). Si le début de match est nettement à l'avantage des joueurs belges qui acculent les Macédoniens dans leur camp et forcent coup de coin sur coup de coin, sans toutefois se montrer concrets dans la finition. Le secteur défensif s'avère fébrile et démontre encore une fois où le chantier principal de Rudi Garcia se situe, et sur une erreur de Wout Faes, la Belgique s'en sort bien car Eljif Elmas envoie une grosse frappe sur le poteau de Matz Sels, Ezǵan Alioski est présent au rebond mais touche lui aussi le montant. Sur l'action qui suit, la Belgique parvient à ouvrir le score par Maxim De Cuyper à la suite d'un petit cafouillage dans la défense macédonienne et le repos est atteint avec cet avantage. En deuxième période, la Macédoine se montre la plus dangereuse et cueille les joueurs belges à froid sur une reconversion offensive mais le but est annulé pour un léger hors-jeu. À la 87e minute, la Macédoine du Nord se voit récompensée de ses efforts : servi en profondeur, Alioski réussit une magnifique volée en ciseau qui trompe Sels et permet d'égaliser à quelques minutes de la fin de la rencontre.
À l'image de ce qui avait déjà été fait en 2022 face à la Pologne, la fédération annonce le 8 juin que les Diables Rouges porteront le maillot extérieur des Red Flames face au pays de Galles, en soutien aux joueuses belges qui prennent part à l'Euro 2025 féminin du 2 au 27 juillet. C'est donc sous le maillot jaune de l'équipe féminine que les Diables Rouges entrent sur la pelouse du stade Roi Baudouin pour affronter les Dragons gallois et déclenchent un véritable festival offensif, menant trois buts à rien avant la demi-heure en étouffant totalement l'opposition. Un penalty généreux, sur lequel la VAR se penche pendant de nombreuses minutes avant de le confirmer, permet aux Gallois de revenir  à la marque juste avant la pause. Entré au jeu à la mi-temps, Dodi Lukébakio se voit offrir la balle du knockout définitif à la 47e minute mais il manque l'objectif avant que l'équipe belge ne prenne l'eau et s'effondre, encaissant deux buts en moins de vingt minutes pour permettre aux Gallois de revenir à égalité. Ceux-ci ne sont toutefois pas rassasiés et continue d'harceler des Belges devenus alors totalement méconnaissables et l'on semble se rapprocher de plus en plus d'une éventuelle victoire galloise quand Kevin De Bruyne fait enfin trembler les filets à la 88e minute, permettant ainsi aux Diables d'émerger.
Le 13 juin, poursuivant l'idée de faire évoluer l'équipe belge aux quatre coins du pays, la fédération belge annonce que celle-ci recevra le Kazakhstan début septembre au Lotto Park, à Anderlecht. Dans cette même continuité, la fédération annonce, le 24 juillet, par voie de presse que la rencontre à domicile face à la Macédoine du Nord aura lieu à Gand, à la Planet Group Arena, renommée pour l'occasion « KAA Gent Arena » en raison des restrictions de l'UEFA en matière de naming. Si les Diables Rouges ont déjà évolué par le passé dans l'ancien stade de La Gantoise, le Stade Jules Otten, à trois reprises en 2003, 2009 et 2011, ce sera toutefois le premier match à prendre place dans leur nouvelle arène.
Fin juillet, et toujours dans le cadre de la campagne « Tour de Belgique », la fédération annonce le retour de l'équipe belge dans le stade du Standard de Liège pour recevoir le Liechtenstein le 18 novembre, après huit ans d'absence et une large victoire face à Gibraltar (9-0) en 2017. Néanmoins, et malgré que la vente des tickets ait déjà débuté, les instances communales liégeoise, par l'intermédiaire de son bourgmestre Willy Demeyer, déclarent ne pas avoir donné leur accord pour la tenue du match à Liège. La RBFA déclare avoir eu l'aval du club du Standard, pensant que tout était dès lors en ordre avec les autorités locales, et vouloir mettre tout en œuvre pour trouver une solution avec la ville.

## Bilan de l'année
La première mission de Rudi Garcia est accomplie le 23 mars lorsqu'en retournant une situation compromise à l'aller, la Belgique remporte la manche retour face à l'Ukraine et sécurise son maintien en Ligue A de la Ligue des nations.

### Ligue des nations 2024-2025

#### Barrages de promotion-relégation
| Équipe                 | Aller                  | Total                  | Retour                 | Équipe                 |
| Ligue A contre Ligue B | Ligue A contre Ligue B | Ligue A contre Ligue B | Ligue A contre Ligue B | Ligue A contre Ligue B |
| ---------------------- | ---------------------- | ---------------------- | ---------------------- | ---------------------- |
| Turquie                | 3 - 1                  | 6 - 1                  | 3 - 0                  | Hongrie                |
| Ukraine                | 3 - 1                  | 3 - 4                  | 0 - 3                  | Belgique               |
| Autriche               | 1 - 1                  | 1 - 3                  | 0 - 2                  | Serbie                 |
| Grèce                  | 0 - 1                  | 3 - 1                  | 3 - 0                  | Écosse                 |

- Promotion en ligue supérieur
- Maintien dans sa ligue
- Maintien dans sa ligue
- Relégation en ligue inférieur

### Coupe du monde 2026

#### Éliminatoires (zone Europe, Groupe J)
| Rang | Équipe            | Pts | J | G | N | P | Bp | Bc | Diff |  | Résultats (▼ dom., ► ext.) |     |     |     |     |     |
| ---- | ----------------- | --- | - | - | - | - | -- | -- | ---- |  | -------------------------- | --- | --- | --- | --- | --- |
| 1    | Macédoine du Nord | 8   | 4 | 2 | 2 | 0 | 6  | 2  | +4   |  | Macédoine du Nord          |     | 1-1 | 1-1 | -   | -   |
| 2    | Pays de Galles    | 7   | 4 | 2 | 1 | 1 | 10 | 6  | +4   |  | Pays de Galles             | -   |     | -   | 3-1 | 3-0 |
| 3    | Belgique          | 4   | 2 | 1 | 1 | 0 | 5  | 4  | +1   |  | Belgique                   | -   | 4-3 |     | -   | -   |
| 4    | Kazakhstan        | 3   | 3 | 1 | 0 | 2 | 3  | 4  | -1   |  | Kazakhstan                 | 0-1 | -   | -   |     | -   |
| 5    | Liechtenstein     | 0   | 3 | 0 | 0 | 3 | 0  | 8  | -8   |  | Liechtenstein              | 0-3 | -   | -   | 0-2 |     |

- Sélection directement qualifiée pour la Coupe du monde 2026
- Sélection barragiste

### Classement mondial FIFA
| Classement | Équipe    | Score total (déc. 2025) | Points précédents (déc. 2024) | Évolution | Position |
| ---------- | --------- | ----------------------- | ----------------------------- | --------- | -------- |
| 6          | Portugal  |                         | 1 756,12                      |           |          |
| 7          | Pays-Bas  |                         | 1 747,55                      |           |          |
| 8          | Belgique  |                         | 1 740,62                      |           |          |
| 9          | Italie    |                         | 1 731,51                      |           |          |
| 10         | Allemagne |                         | 1 703,79                      |           |          |

Source : FIFA.

## Les matchs
| Ligue des nations 2024-2025 Barrages de promotion/relégation  | Ukraine                                       | 3 - 1   | Belgique   | Stade Enrique-Roca de Murcie Murcie, Espagne                                        |                                                                                     |
| 20 mars 2025 · 20:45 heure locale · Historique des rencontres | Hutsulyak (en) 66e · Vanat 73e · Zabarnyi 78e | (0 – 1) | Lukaku 40e | Spectateurs : 8 767 Arbitrage : Sandro Schärer (en) Arbitre vidéo : Fedayi San (de) | Spectateurs : 8 767 Arbitrage : Sandro Schärer (en) Arbitre vidéo : Fedayi San (de) |
| 20 mars 2025 · 20:45 heure locale · Historique des rencontres | Rapport (UEFA) Rapport (RBFA)                 |         |            | Spectateurs : 8 767 Arbitrage : Sandro Schärer (en) Arbitre vidéo : Fedayi San (de) | Spectateurs : 8 767 Arbitrage : Sandro Schärer (en) Arbitre vidéo : Fedayi San (de) |

Note : En raison de l'invasion de l'Ukraine par la Russie, l'Ukraine est obligée de jouer ses matches à domicile dans des lieux neutres jusqu'à nouvel ordre.
| Ligue des nations 2024-2025 Barrages de promotion/relégation  | Belgique                       | 3 - 0   | Ukraine | Cegeka Arena Genk, Belgique                                                   |                                                                               |
| 23 mars 2025 · 20:45 heure locale · Historique des rencontres | De Cuyper 70e · Lukaku 75e 86e | (0 – 0) |         | Spectateurs : 19 446 Arbitrage : Daniel Siebert Arbitre vidéo : Pascal Müller | Spectateurs : 19 446 Arbitrage : Daniel Siebert Arbitre vidéo : Pascal Müller |
| 23 mars 2025 · 20:45 heure locale · Historique des rencontres | Rapport (UEFA) Rapport (RBFA)  |         |         | Spectateurs : 19 446 Arbitrage : Daniel Siebert Arbitre vidéo : Pascal Müller | Spectateurs : 19 446 Arbitrage : Daniel Siebert Arbitre vidéo : Pascal Müller |

| Coupe du monde 2026 Éliminatoires - Groupe J                 | Macédoine du Nord                            | 1 - 1   | Belgique      | Stade national Toše-Proeski Skopje, Macédoine du Nord                               |                                                                                     |
| 6 juin 2025 · 20:45 heure locale · Historique des rencontres | Alioski 86e                                  | (0 – 1) | De Cuyper 28e | Spectateurs : 23 070 Arbitrage : Chris Kavanagh (en) Arbitre vidéo : Stuart Attwell | Spectateurs : 23 070 Arbitrage : Chris Kavanagh (en) Arbitre vidéo : Stuart Attwell |
| 6 juin 2025 · 20:45 heure locale · Historique des rencontres | Rapport (FIFA) Rapport (UEFA) Rapport (RBFA) |         |               | Spectateurs : 23 070 Arbitrage : Chris Kavanagh (en) Arbitre vidéo : Stuart Attwell | Spectateurs : 23 070 Arbitrage : Chris Kavanagh (en) Arbitre vidéo : Stuart Attwell |

| Coupe du monde 2026 Éliminatoires - Groupe J                 | Belgique                                                     | 4 - 3   | Pays de Galles                                 | Stade Roi Baudouin Bruxelles, Belgique                                               |                                                                                      |
| 9 juin 2025 · 20:45 heure locale · Historique des rencontres | Lukaku 15e (pen.) · Tielemans 19e · Doku 27e · De Bruyne 88e | (3 – 1) | Wilson 45+7e (pen.) · Thomas 51e · Johnson 70e | Spectateurs : 33 653 Arbitrage : Irfan Peljto (en) Arbitre vidéo : Alen Borošak (de) | Spectateurs : 33 653 Arbitrage : Irfan Peljto (en) Arbitre vidéo : Alen Borošak (de) |
| 9 juin 2025 · 20:45 heure locale · Historique des rencontres | Rapport (FIFA) Rapport (UEFA) Rapport (RBFA)                 |         |                                                | Spectateurs : 33 653 Arbitrage : Irfan Peljto (en) Arbitre vidéo : Alen Borošak (de) | Spectateurs : 33 653 Arbitrage : Irfan Peljto (en) Arbitre vidéo : Alen Borošak (de) |

| Coupe du monde 2026 Éliminatoires - Groupe J                      | Liechtenstein                                | -   | Belgique | Rheinpark Stadion Vaduz, Liechtenstein |                             |
| 4 septembre 2025 · 20:45 heure locale · Historique des rencontres |                                              | (–) |          | Arbitrage : Arbitre vidéo :            | Arbitrage : Arbitre vidéo : |
| 4 septembre 2025 · 20:45 heure locale · Historique des rencontres | Rapport (FIFA) Rapport (UEFA) Rapport (RBFA) |     |          | Arbitrage : Arbitre vidéo :            | Arbitrage : Arbitre vidéo : |

Note : Première rencontre officielle entre les deux nations.
| Coupe du monde 2026 Éliminatoires - Groupe J                      | Belgique                                     | -   | Kazakhstan | Lotto Park Anderlecht, Belgique |                             |
| 7 septembre 2025 · 20:45 heure locale · Historique des rencontres |                                              | (–) |            | Arbitrage : Arbitre vidéo :     | Arbitrage : Arbitre vidéo : |
| 7 septembre 2025 · 20:45 heure locale · Historique des rencontres | Rapport (FIFA) Rapport (UEFA) Rapport (RBFA) |     |            | Arbitrage : Arbitre vidéo :     | Arbitrage : Arbitre vidéo : |

| Coupe du monde 2026 Éliminatoires - Groupe J                     | Belgique                                     | -   | Macédoine du Nord | KAA Gent Arena Gand, Belgique |                             |
| 10 octobre 2025 · 20:45 heure locale · Historique des rencontres |                                              | (–) |                   | Arbitrage : Arbitre vidéo :   | Arbitrage : Arbitre vidéo : |
| 10 octobre 2025 · 20:45 heure locale · Historique des rencontres | Rapport (FIFA) Rapport (UEFA) Rapport (RBFA) |     |                   | Arbitrage : Arbitre vidéo :   | Arbitrage : Arbitre vidéo : |

| Coupe du monde 2026 Éliminatoires - Groupe J                     | Pays de Galles                               | -   | Belgique | Cardiff City Stadium Cardiff, Pays de Galles |                             |
| 13 octobre 2025 · 19:45 heure locale · Historique des rencontres |                                              | (–) |          | Arbitrage : Arbitre vidéo :                  | Arbitrage : Arbitre vidéo : |
| 13 octobre 2025 · 19:45 heure locale · Historique des rencontres | Rapport (FIFA) Rapport (UEFA) Rapport (RBFA) |     |          | Arbitrage : Arbitre vidéo :                  | Arbitrage : Arbitre vidéo : |

| Coupe du monde 2026 Éliminatoires - Groupe J                      | Kazakhstan                                   | -   | Belgique | Astana Arena Astana, Kazakhstan |                             |
| 15 novembre 2025 · 19:00 heure locale · Historique des rencontres |                                              | (–) |          | Arbitrage : Arbitre vidéo :     | Arbitrage : Arbitre vidéo : |
| 15 novembre 2025 · 19:00 heure locale · Historique des rencontres | Rapport (FIFA) Rapport (UEFA) Rapport (RBFA) |     |          | Arbitrage : Arbitre vidéo :     | Arbitrage : Arbitre vidéo : |

| Coupe du monde 2026 Éliminatoires - Groupe J                      | Belgique                                     | -   | Liechtenstein | Stade Maurice Dufrasne Liège, Belgique |                             |
| 18 novembre 2025 · 20:45 heure locale · Historique des rencontres |                                              | (–) |               | Arbitrage : Arbitre vidéo :            | Arbitrage : Arbitre vidéo : |
| 18 novembre 2025 · 20:45 heure locale · Historique des rencontres | Rapport (FIFA) Rapport (UEFA) Rapport (RBFA) |     |               | Arbitrage : Arbitre vidéo :            | Arbitrage : Arbitre vidéo : |

## Les joueurs
| Joueurs              | Joueurs             | LN 2025 | LN 2025  | QCM 2026 | QCM 2026 | QCM 2026 | QCM 2026 | QCM 2026 | QCM 2026 | QCM 2026 | QCM 2026 |
| -------------------- | ------------------- | ------- | -------- | -------- | -------- | -------- | -------- | -------- | -------- | -------- | -------- |
| Gardiens de but      |                     |         |          |          |          |          |          |          |          |          |          |
| Thibaut Courtois     | Real Madrid         | 90      |          |          |          |          |          |          |          |          |          |
| Senne Lammens        | Royal Antwerp FC    | r       | r        | r        | r        |          |          |          |          |          |          |
| Matz Sels            | Nottingham Forest   | r       | 90       | 90       | 90       |          |          |          |          |          |          |
| Maarten Vandevoordt  | RB Leipzig          |         | r        | r        | r        |          |          |          |          |          |          |
| Défenseurs           |                     |         |          |          |          |          |          |          |          |          |          |
| Thomas Meunier       | LOSC Lille          | 90      | 69e      | 56e 45e  | 16e      |          |          |          |          |          |          |
| Koni De Winter       | Genoa CFC           | 80e     | r        | 56e      | 16e      |          |          |          |          |          |          |
| Brandon Mechele      | Club Bruges KV      | 90      | r        | r        | r        |          |          |          |          |          |          |
| Maxim De Cuyper      | Club Bruges KV      | 88e     | 69e      | 78e      | 46e 31e  |          |          |          |          |          |          |
| Ameen Al-Dakhil      | VfB Stuttgart       | r       |          |          |          |          |          |          |          |          |          |
| Wout Faes            | Leicester City      | r       | 90       | 90       | 90       |          |          |          |          |          |          |
| Zeno Debast          | Sporting CP         | 90      | 90       | 90       | 90       |          |          |          |          |          |          |
| Timothy Castagne     | Fulham FC           |         | 90       |          |          |          |          |          |          |          |          |
| Arthur Theate        | Eintracht Francfort |         |          | 78e      | 46e      |          |          |          |          |          |          |
| Diego Moreira        | RC Strasbourg       |         |          |          | r        |          |          |          |          |          |          |
| Milieux de terrain   |                     |         |          |          |          |          |          |          |          |          |          |
| Youri Tielemans      | Aston Villa         | 90 68e  |          | 56e      | 90       |          |          |          |          |          |          |
| Kevin De Bruyne      | Manchester City     | 70e     | 90       | 56e      | 89e      |          |          |          |          |          |          |
| Nicolas Raskin       | Rangers FC          | 80e     | 90e 5e   | 90       | 75e 90e  |          |          |          |          |          |          |
| Bryan Heynen         | KRC Genk            | r       | 90e      |          |          |          |          |          |          |          |          |
| Hans Vanaken         | Club Bruges KV      | 70e     | 90 90+4e | 56e      | r        |          |          |          |          |          |          |
| Jorthy Mokio         | Ajax Amsterdam      | 88e     | r        |          |          |          |          |          |          |          |          |
| Amadou Onana         | Aston Villa         |         |          | 56e      | 90       |          |          |          |          |          |          |
| Attaquants           |                     |         |          |          |          |          |          |          |          |          |          |
| Leandro Trossard     | Arsenal FC          | 80e     | 69e      | r        | 46e 41e  |          |          |          |          |          |          |
| Charles De Ketelaere | Atalanta BC         | 70e     | r        | r        | r        |          |          |          |          |          |          |
| Romelu Lukaku        | SSC Naples          | 90      | 90       | 82e      | 90       |          |          |          |          |          |          |
| Michy Batshuayi      | Eintracht Francfort | r       | r        |          |          |          |          |          |          |          |          |
| Dodi Lukebakio       | Séville FC          | 70e     | r        | r        | 46e 75e  |          |          |          |          |          |          |
| Jérémy Doku          | Manchester City     | r       | 90       | 90       | 90       |          |          |          |          |          |          |
| Alexis Saelemaekers  | AS Rome             | 80e     | 69e      | 90       | 89e      |          |          |          |          |          |          |
| Loïs Openda          | RB Leipzig          |         | r        | 82e      | r        |          |          |          |          |          |          |
| Malick Fofana        | Olympique lyonnais  |         |          | r        |          |          |          |          |          |          |          |

Un « r » indique un joueur qui était parmi les remplaçants mais qui n'est pas monté au jeu.
1. 1 2 3  Première sélection officielle pour le joueur.

## Aspects socio-économiques

### Audiences télévisuelles
| Jour de diffusion | Match                        | Compétition       | Diffuseur francophone | Téléspectateurs | Part d'audience | Diffuseur néerlandophone | Téléspectateurs | Part d'audience |
| ----------------- | ---------------------------- | ----------------- | --------------------- | --------------- | --------------- | ------------------------ | --------------- | --------------- |
| 20 mars 2025      | Ukraine - Belgique           | Ligue des nations | La Une                | 549 418         | 44,73%          | VTM                      | 629 442         | 31,4%           |
| 23 mars 2025      | Belgique - Ukraine           | Ligue des nations | La Une                | 620 504         | 46,06%          | VTM                      | 774 815         | 31,8%           |
| 6 juin 2025       | Macédoine du Nord - Belgique | Coupe du monde    | La Une                | 472 387         | 38,74%          | VTM                      | 727 271         | 39,9%           |
| 9 juin 2025       | Belgique - Pays de Galles    | Coupe du monde    | La Une                | 598 495         | 45,19%          | VTM                      | 769 247         | 36,3%           |
| 4 septembre 2025  | Liechtenstein - Belgique     | Coupe du monde    | La Une                |                 | -%              | VTM                      |                 | -%              |
| 7 septembre 2025  | Belgique - Kazakhstan        | Coupe du monde    | La Une                |                 | -%              | VTM                      |                 | -%              |
| 10 octobre 2025   | Belgique - Macédoine du Nord | Coupe du monde    | La Une                |                 | -%              | VTM                      |                 | -%              |
| 13 octobre 2025   | Pays de Galles - Belgique    | Coupe du monde    | La Une                |                 | -%              | VTM                      |                 | -%              |
| 15 novembre 2025  | Kazakhstan - Belgique        | Coupe du monde    | La Une                |                 | -%              | VTM                      |                 | -%              |
| 18 novembre 2025  | Belgique - Liechtenstein     | Coupe du monde    | La Une                |                 | -%              | VTM                      |                 | -%              |

Source : CIM.

## Sources

### Statistiques
1. ↑  « CLASSEMENT MASCULIN », sur fifa.com, FIFA, décembre 2023 (consulté en décembre 2023)
2. ↑  « RÉSULTATS PUBLICS », sur cim.be, CIM.